# SPARKLE (諸岡菜穂子のアルバム)
『SPARKLE』（スパークル）は、1992年12月12日にSony Recordsから発売された諸岡菜穂子の1枚目のスタジオ・アルバム。規格品番：SRCL 2551。

## 概要
歌手デビューから1年の歳月を経て発表された初のアルバム。シングル曲「ある日、不思議がやってきた」「真夏の快感」、NHK『みんなのうた』で放送された「みんなの恋愛論」を含む全10曲が収録され8曲にてAMAZONSがコーラス参加。

## 収録曲
1. 愛だの恋だの
作詞：大友美有紀
作曲：羽田一郎
編曲：NATURAL'90S
2. ある日、不思議がやってきた
作詞：大友美有紀
作曲・編曲：羽田一郎
3. ヴァージン・ルージュの結末
作詞：夏野芹子
作曲：鈴木キサブロー
編曲：岩本正樹
4. 歩道のジャングル
作詞：大友美有紀
作曲：渡辺信平
編曲：中村キタロー
5. 僕の迷路
作詞：さいとうみわこ
作曲：宮崎裕二
編曲：大木雄司
6. 儀式
作詞：松井五郎
作曲・編曲：羽田一郎
7. 真夏の快感
作詞：夏野芹子
作曲：都志見隆
編曲：松本晃彦
8. 朝日が沈む時刻
作詞：夏野芹子
作曲：清岡千穂
編曲：杉山卓夫
9. みんなの恋愛論
作詞：麻生圭子
作曲：葛口雅行
編曲：清水信之
10. わがままだけど愛してる
作詞：さいとうみわこ
作曲：高田淳子
編曲：大木雄司

## 参加ミュージシャン
- 羽田一郎 - ギター（M-1,2,6）
- 杉山卓夫 - ギター（M-2）、キーボード（M-1,2,6）
- 古川望 - ギター（M-3）
- 柿崎洋一郎 - ギター（M-4）、キーボード（M-4,6）、ベース（M-4,5）
- 長谷川純也 - ギター（M-5,10）
- 土方隆行 - ギター（M-7）
- 清水信之 - ギター&キーボード（M-9）
- 高橋教之 - ベース（M-1）
- 伊藤広規 - ベース（M-3）
- 渡辺等 - ベース（M-7）
- 沖山優司 - ベース（M-10）
- 小田原豊 - ドラム（M-1）
- 山木秀夫 - ドラム（M-2）
- 山田亘 - ドラム（M-3）
- 秋山“GINO”浩一 - ドラム（M-4,6）
- 田中徹 - ドラム（M-5,10）
- 長谷部徹 - ドラム（M-7）
- 岩本正樹 - キーボード（M-3）
- 中村キタロー - キーボード（M-4）、ベース（M-4,5）
- 小泉信彦 - キーボード（M-5,10）
- 松本晃彦 - キーボード（M-7）
- 中島オバヲ - パーカッション（M-1,4,6）
- WHACHO - パーカッション（M-2）
- 斎藤ネコ・カルテット - ストリングス（M-8）
- 若林忠宏 - シタール&タブラ（M-10）
- 一杉康次 - オペレーター（M-6）
- 松井隆雄 - オペレーター（M-7）
- 斉藤晴、鈴木和雄 - サックス（M-3）
- 平原まこと、金城寛文 - サックス（M-7）
- 荒木敏男 - トランペット（M-3,7）
- 河東伸夫 - トランペット（M-3）
- 管坡雅彦 - トランペット（M-7）
- 平内保夫 - トロンボーン（M-3）
- 清岡太郎 - トロンボーン（M-7）
- AMAZONS - コーラス（M-1,2,4,5,6,7,9,10）
- EVE - コーラス（M-3,7）
- 諸岡菜穂子 - コーラス（M-2,8）